# San Fernando (Pampanga)
San Fernando (Filipino: Lungsod ng San Fernando; offiziell: City of San Fernando) ist die Hauptstadt der Provinz Pampanga auf der Insel Luzon in der Republik der Philippinen. Sie ist der Verwaltungssitz der philippinischen Region 3 – Central Luzon. San Fernando hat 306.659 Einwohner (Zensus 1. August 2015), die in 35 Barangays lebten. Sie ist damit viertgrößte Stadt der Region Central Luzon und ist nach Angeles City die zweitgrößte Stadt der Provinz Pampanga.

## Geographie
San Fernando liegt in der ausgedehnten zentralen Luzon-Tiefebene ca. 55 Kilometer (Luftlinie) nordwestlich vom Zentrum Manilas gelegen, südwestlich des erloschenen Vulkans Arayat gelegen.

## Verkehr
San Fernando ist über den North Luzon Expressway (bis zu vier Fahrspuren) direkt mit Manila verbunden. Ihre verkehrsgünstige Lage ergibt sich außerdem aus der Nähe zum Diosdado Macapagal International Airport, der ehemaligen Clark Air Base, etwa 16 km nördlich, und dem Freihafen Subic Bay (Subic Bay Freeport Zone bei Olongapo City, rund 50 km westlich von San Fernando gelegen), beides ehemalige Stützpunkte der US-Streitkräfte.

## Geschichte
San Fernando wurde am 16. August 1754 von Don Josef Bersosa und mit Hilfe der Mönche des Augustinerordens gegründet. Am 4. Februar 2001 erhielt sie den Status einer Component City (Großstadt) verliehen. Oberbürgermeister ist seit 2004 der Rechtsanwalt Oscar S. Rodriguez.

## Barangays
- Alasas
- Baliti
- Bulaon
- Calulut
- Dela Paz Norte
- Dela Paz Sur
- Del Carmen
- Del Pilar
- Del Rosario
- Dolores
- Juliana
- Lara
- Lourdes
- Magliman
- Maimpis
- Malino
- Malpitic
- Pandaras
- Panipuan
- Santo Rosario (Pob.)
- Quebiauan
- Saguin
- San Agustin
- San Felipe
- San Isidro
- San Jose
- San Juan
- San Nicolas
- San Pedro
- Santa Lucia
- Santa Teresita
- Santo Niño
- Sindalan
- Telabastagan
- Pulung Bulu

## Söhne und Töchter
- Honesto Ongtioco (* 1948), römisch-katholischer Geistlicher, Bischof von Cubao